# Cacoxenus leucophengoides
Cacoxenus leucophengoides är en tvåvingeart som först beskrevs av Sturtevant 1927.  Cacoxenus leucophengoides ingår i släktet Cacoxenus och familjen daggflugor.
Artens utbredningsområde är Filippinerna. Inga underarter finns listade i Catalogue of Life.